# USS Chewink (AM-39)
USS Chewink (AM-39) – amerykański trałowiec z okresu międzywojennego, jeden z 51 zbudowanych okrętów typu Lapwing. Okręt został zwodowany 21 grudnia 1918 roku w stoczni Todd Pacific w Brooklynie, a w skład US Navy został przyjęty 9 kwietnia 1919 roku. W 1929 roku jednostka została przekształcona w okręt ratowniczy okrętów podwodnych. USS „Chewink” został wycofany ze służby 4 lutego 1947 roku, po czym 31 lipca 1947 roku zatopiono go jako okręt-cel.

## Projekt i budowa
Projekt trałowców typu Lapwing powstał w 1916 roku . Początkowo miały to być uniwersalne jednostki łączące cechy trałowca i holownika, osiągające prędkość 16 węzłów (10 węzłów podczas trałowania), jednak przyjęte założenia okazały się niemożliwe do realizacji. W maju 1917 roku Sekretarz Marynarki Wojennej Stanów Zjednoczonych zaaprobował projekt trałowca o wyporności 950 ton i prędkości 14 węzłów, składając zamówienie na 14 okrętów. Ostatecznie zamówiono 54 jednostki, z czego zbudowano 49 .
USS „Chewink” zbudowany został w stoczni Todd Pacific Shipyards w Brooklynie . Stępkę okrętu położono 8 lipca 1918 roku, a zwodowany został 21 grudnia 1918 roku  . Matką chrzestną jednostki była M. Sperrin .

## Dane taktyczno-techniczne
USS „Chewink” był trałowcem o długości całkowitej 57,6 metra, szerokości 10,8 metra i zanurzeniu 3,8 metra . Wyporność normalna wynosiła 950 ton, a pełna 1400 ton . Okręt napędzany był przez pionową maszynę parową potrójnego rozprężania o mocy 1400 KM, do której parę dostarczały dwa kotły Babcock & Wilcox . Jednośrubowy układ napędowy pozwalał osiągnąć prędkość 13,5–14 węzłów . Zasięg wynosił 6850 Mm przy prędkości 8 węzłów .
Uzbrojenie artyleryjskie jednostki składało się z dwóch pojedynczych dział kalibru 76 mm L/50 oraz dwóch pojedynczych karabinów maszynowych kalibru 7,62 mm L/90 . Wyposażenie trałowe obejmowało trał mechaniczny; okręt mógł też przenosić miny .
Załoga okrętu składała się z 85 oficerów, podoficerów i marynarzy .

## Służba
9 kwietnia 1919 roku USS „Chewink” został wcielony do US Navy  . Pierwszym dowódcą jednostki został chor. mar. (ang. Lieutenant Junior Grade) J. Williams . 23 maja 1919 roku „Chewink” wyruszył w rejs do Europy, docierając 5 lipca do Kirkwall . Okręt uczestniczył w neutralizacji Zagrody Minowej Morza Północnego, powracając do Nowego Jorku 19 listopada . Od 1920 roku przez 11 lat „Chewink” używany był głównie na Wschodnim Wybrzeżu i Karaibach . 12 września 1929 roku okręt został przekształcony w jednostkę ratowniczą okrętów podwodnych, otrzymując oznaczenie ASR-3  .
W październiku 1930 roku okręt wypłynął z New London do Pearl Harbor, gdzie wchodził w skład 4. dywizjonu okrętów podwodnych do 5 stycznia 1931 roku . Następnie okręt stacjonował w strefie Kanału Panamskiego do sierpnia 1933 roku . „Chewink” został wycofany ze służby w Pearl Harbor 21 sierpnia 1933 roku, pozostając tam do kwietnia 1937 roku, kiedy to jej miejsce postoju zmieniono na Mare Island Naval Shipyard  .
USS „Chewink” ponownie wszedł do służby 12 listopada 1940 roku  . 3 lutego 1941 roku wypłynął z San Diego i 10 maja dotarł do New London, gdzie pozostał przez resztę służby . Po ataku na Pearl Harbor prowadził na Wschodnim Wybrzeżu szkolenie nurków, uczestniczył w ćwiczeniach poszukiwawczo-ratowniczych okrętów podwodnych, stanowił też cel dla ataków torpedowych .
Okręt został wycofany ze służby na Brooklynie 4 lutego 1947 roku . Jednostka została zatopiona nieopodal New London jako okręt-cel 31 lipca 1947 roku .